# Odprto prvenstvo Francije 1980
Odprto prvenstvo Francije 1980 je teniški turnir za Grand Slam, ki je med 26. majem in 8. junijem 1980 potekal v Parizu.

## Moški posamično
Björn Borg :  Vitas Gerulaitis, 6-4, 6-1, 6-2

## Ženske posamično
Chris Evert :  Virginia Ruzici, 6–0, 6–3

## Moške dvojice
Victor Amaya /  Hank Pfister :  Brian Gottfried /  Raúl Ramírez, 1–6, 6–4, 6–4, 6–3

## Ženske dvojice
Kathy Jordan /  Anne Smith :  Ivanna Madruga /  Adriana Villagran, 6–1, 6–0

## Mešane dvojice
Anne Smith /  Billy Martin :  Renáta Tomanová /  Stanislav Birner, 2–6, 6–4, 8–6